# Premonition
Premonition o Yogen (予言)) és una pel·lícula de terror japonesa dirigida l'any 2004 per Norio Tsuruta, basat en el manga Kyoufu Shinbun de 1973. Ha estat doblada al català.

## Argument
Un professor es posa a rebre de manera sobrenatural retalls de diari que anuncien premonitoriament catàstrofes, entre les quals la mort de la seva filla en un accident. Tracta de treure'n l'entrellat amb la seva ex-dona i intenta modificar els esdeveniments mencionats.

## Repartiment
- Hiroshi Mikami
- Noriko Sakai
- Maki Horikita
- Mayumi Ono

## Crítica
- "Por de la pila (...) Tsuruta no posseeix el talent d'alguns dels seus compatriotes per gestionar el temps de la seqüència, per portar al minimalisme temàtic al territori de la desesperació nerviosa."[4]